# Magerøya (otok)
Magerøya (severnosamijsko Máhkarávju) je velik otok v okrožju Troms og Finnmark na skrajnem severu Norveške. Otok leži ob Barentsovem morju v občini Nordkapp, severno od polotoka Porsanger. Ustje Porsangerfjorden leži ob vzhodni obali otoka.
Magerøya ima površino 436,6 kvadratnih kilometrov, najvišja vzpetina na otoku pa je 417 metrov visoka gora Gråkallfjellet. Najsevernejša točka na otoku je tudi najsevernejša točka na Norveškem zunaj Svalbarda: Knivskjellodden. Otok predstavlja mračno, pusto, s tundro pokrito pokrajino brez dreves (razen nekaj majhnih žepov gorske breze), s strmimi pečinami vzdolž obale in dramatičnimi gorskimi pokrajinami v notranjosti. Na južnem delu otoka Magerøyi so arheologi našli dokaze o naselbinah, starih 10.000 let.

## Mesta na Magerøya
Glavno naseljeno središče otoka je mesto Honningsvåg. Drugi manjši kraji so ribiške vasice Gjesvær, Skarsvåg, Nordvågen in Kamøyvær. Nordkap je zelo priljubljena turistična atrakcija na severni obali otoka.

## Zgodovina
V 16. stoletju je bilo na otoku devet ribiških vasi in skupno šest cerkva. Takrat so prebivalci živeli od ribolova ter prevoza in prodaje posušenih rib v Bergen. Cene rib so v 17. stoletju padle. Precej se je zmanjšala tudi populacija. Konec 17. stoletja se je pojavila ideja, da bi na Magerøyci zgradili mesto, da bi preprečili negativen gospodarski razvoj. Vendar predlog ni bil uresničen. V 19. stoletju je ribištvo ponovno doživelo razcvet. Število prebivalcev se je povečalo zaradi priseljevanja, s koncentracijo v nekoliko večjih krajih. Od leta 1853 so krajem na otoku služili tudi s parniki. Konec 19. in v začetku 20. stoletja je bilo na Magerøyi izvedenih več projektov gradnje cest. Leta 1908 je bil zgrajen svetilnik Helnes fyr. Uvedena sta bila tudi telegrafija in telefon. Leta 1929 je bil celoten otok zaščiten. V kratkih polarnih poletjih na Magerøyi požene okoli 400 različnih rastlin, kot so cvetnice, lišaji, mahovi in trave. Ena od teh rastlin, jelenov mah, je glavna prehrana za severne jelene, ki se pasejo na otoku v kratkem poletnem obdobju. Gre za severne jelene Samijev iz mesta Karasjok blizu norveško-finske meje. Danes, spomladi, severne jelene na otok prepeljejo s tovornjaki norveške mornarice in pristajalnimi čolni. Jeseni so se živali dovolj okrepile, da so lahko preplavale približno 1,8 km dolgo razdaljo do kopnega.
Med drugo svetovno vojno so otok okupirale nemške čete. V Honningsvågu je bila ustanovljena nemška baza. Baterije in obalno topništvo so bili nameščeni tudi drugod po otoku. Na območju današnjega letališča Valan je bila postavljena obrambna plaža s točkami za bližino obrambo in minami. Honningsvåg je bil večkrat tarča britanskih in sovjetskih zračnih napadov. Med umikom nemških čet je nemška okupacija v okviru operacije Nordlicht uničila skoraj vse stavbe na otoku in prebivalstvo prisilno preselila v južne dele Norveške.
Otok je od leta 1999 povezan s celino preko predora Nortkappp. Predor je dolg 6875 metrov in prečka Magerøysund z največjo globino 212 metrov. Je eden najglobljih in najbolj strmih predorov - cev ima ponekod 9-odstotne naklone. Predor je od 30. junija 2012 brezplačen za vsa vozila. Nekaj časa je bil to eden najdaljših in najglobljih podvodnih predorov na svetu. Tudi poleti se lahko v predoru pojavi megla ali poledica.
Norveška trajektna linija Hurtigruten se ustavi v mestu Honningsvåg na Magerøyi, saj so vode okoli otoka vse leto brez ledu zaradi toplega severnega Atlantika. Letališče Honningsvåg je na vzhodnem delu otoka.

## Galerija
- Pogled iz E69
- Vhod v predor Nortkapp
- Vas Skarsvåg z nekaterimi najsevernejšimi drevesi na svetu
- Majhna vasica Tufjorden